# Ділянка лісу (урочище, 84 кв.)
Ділянка лісу — заповідне урочище в Україні. Об'єкт Природно-заповідного фонду Сумської області.
Розташований в межах Ямпільської селищної ради Ямпільського району, біля автотраси між смт Ямпіль та с. Дорошівка.
Площа урочища - 1,6 га. Статус надано 28.07.1970 року. Перебуває у віданні ДП «Свеський лісгосп» (Дружбівське лісництво, кв. 84, діл. 2).
Статус надано для збереження в природному стані ділянки соснового лісу природного походження. В урочищі трапляються типові та рідкісні види рослин (плаун колючий) та тварин (заєць білий, горностай), що занесені до Червоної книги України.